# 楊肇嘉
楊肇嘉（1892年10月13日—1976年4月19日），臺灣政治人物、社會運動家，臺中清水人。楊肇嘉為當地士紳，投身台灣民族運動，鼓吹地方自治，多次被總督府「關切」。其為人急公好義，於日治時期助成無數台灣青年，包括獎勵青年畫家（如幫助李石樵參加「帝展」）、資助飛行家、鼓勵文學青年翻譯《紅樓夢》等。中華民國政府撤退來台後，擔任臺灣省政府民政廳長，1962年起擔任總統府國策顧問。

## 早年經歷與努力
出生於台灣縣牛罵頭（今臺中市清水區）佃農楊送之家，本名番兒，兄弟共十三人，排行第七。1897年，過繼給地方首富、前清誥授奉政大夫楊澄若為養子，改名楊肇嘉，排行第三，養母陳氏春玉無子嗣。因養父家境寬裕，1901年，楊肇嘉得以進入牛罵頭公學校就讀。1908年（明治41年）赴東京市黑田高等小學校就讀，隔年再入京華商業學校。1917年（大正6年）楊澄若任牛罵頭區長，一切實務均由楊肇嘉代理。1920年（大正9年）地方制度改制，楊肇嘉任清水街長，向當局爭取海岸線鐵路經清水、沙鹿之建築計劃。

## 投身台灣民族運動
楊氏投身台灣民族運動，主要是受蔡惠如影響。1925年（大正14年）楊氏不顧總督府之壓迫，代表台灣議會設置請願運動赴東京請願。
1926年，入早稻田大學攻讀政治經濟，同時任新民會常務理事，並結交日本政界開明人士，厚植台灣民族運動之根基。1930年，楊氏於東京反對台灣總督府重發「阿片吸食牌照」，由新民會刊印《台灣阿片問題》發佈各界，迫使總督府收回成命。1930年林獻堂等人致書楊氏回台主持台灣地方自治聯盟。1933年楊肇嘉偕同葉清耀、葉榮鐘赴朝鮮考察地方自治制度。自1931年春台灣民眾黨被禁後，台灣地方自治聯盟即擔負台灣民族運動之責。九一八事變後，以荻洲立兵為首之軍部，對台人壓迫日深，至1934年台灣議會請願運動亦被迫停止。1935年總督府實施第一屆市會及街莊協議會員選舉，地方自治聯盟獲勝，不過仍未達成實質的地方自治。同年8月，林獻堂在地方自治聯盟會員大會中，提議改組為政黨，未獲通過。1936年林獻堂引發「祖國事件」。1937年4月，台灣報刊全面廢止中文版，在此情勢下，楊氏遷居東京，與林獻堂、吳三連共謀他計。1939年總督府提出米穀管理案，楊氏與吳三連等人策劃抵制。
1940年1月18日，蔡培火、吳三連以「反軍思想」之嫌遭逮捕，楊氏為躲避風頭而前往中國。1941年，擬取道朝鮮，轉北京，往上海，但於新義州時，被疑為重慶間諜而遭到逮捕，後由吳金川營救而出。

## 戰後經歷
戰後，楊氏自上海回台，於民國38年底（1949年）出任省府委員，民國39年初兼任民政廳廳長。民國39年（1950年）辦理第一屆縣市議員選舉，其後於民國42年（1953年）辭去職位。民國45年（1956年）擔任林獻堂公祭副主委，並與林獻堂夫人及兩子護送其遺體回台中霧峰安葬。民國51年（1962年）獲聘為總統府國策顧問，之後便漸漸退出政壇，並著手撰寫回憶錄（著有《楊肇嘉回憶錄》）。退休後，居於清水六然居（1937年落成），楊氏取《菜根譚》古訓：「自處毅然、處人藹然、有事嶄然、無事澄然、得意冷然、失意泰然」為居所命名，並自號六然居士。楊肇嘉於民國65年（1976年）病逝，享壽85歲。

## 家庭
楊肇嘉屬清水楊家，與霧峰林家、基隆顏家等家族皆有姻親關係。
楊肇嘉與妻育有五子三女，長子、次子、三子、次女皆早逝。長女楊湘玲嫁吳金川，五子楊基焜娶三信商事千金，幼女則嫁蔡萬才。

## 荣誉

### 本國
- 三等景星勳章（1963年6月6日[3]）

## 影視作品
- 2016年 電視劇《紫色大稻埕》，由吳鈴山飾演。

## 外部連結
- 莊永明的台灣古早味：1934年8月11日：琴韻歌聲揚鄉土 （页面存档备份，存于）
- 數位典藏國家型科技計畫
  - 清華大學圖書館-葉榮鐘：人物誌：台灣人物群像：楊肇嘉 （页面存档备份，存于）
  - 台灣棒球運動珍貴新聞檔案數位資料館：聯合報 1969年10月11日楊肇嘉捐建 少年棒球場 （页面存档备份，存于）：台灣第一座私人捐贈的少年棒球場
- 臺灣史檔案資源網 - 六然居典藏史料 （页面存档备份，存于）
- ＜我的希望＞楊肇嘉演講- 臺灣音聲一百年 （页面存档备份，存于）